# Trichophysetis gracilentalis
Trichophysetis gracilentalis là một loài bướm đêm trong họ Crambidae.